# Stock (torkställning)

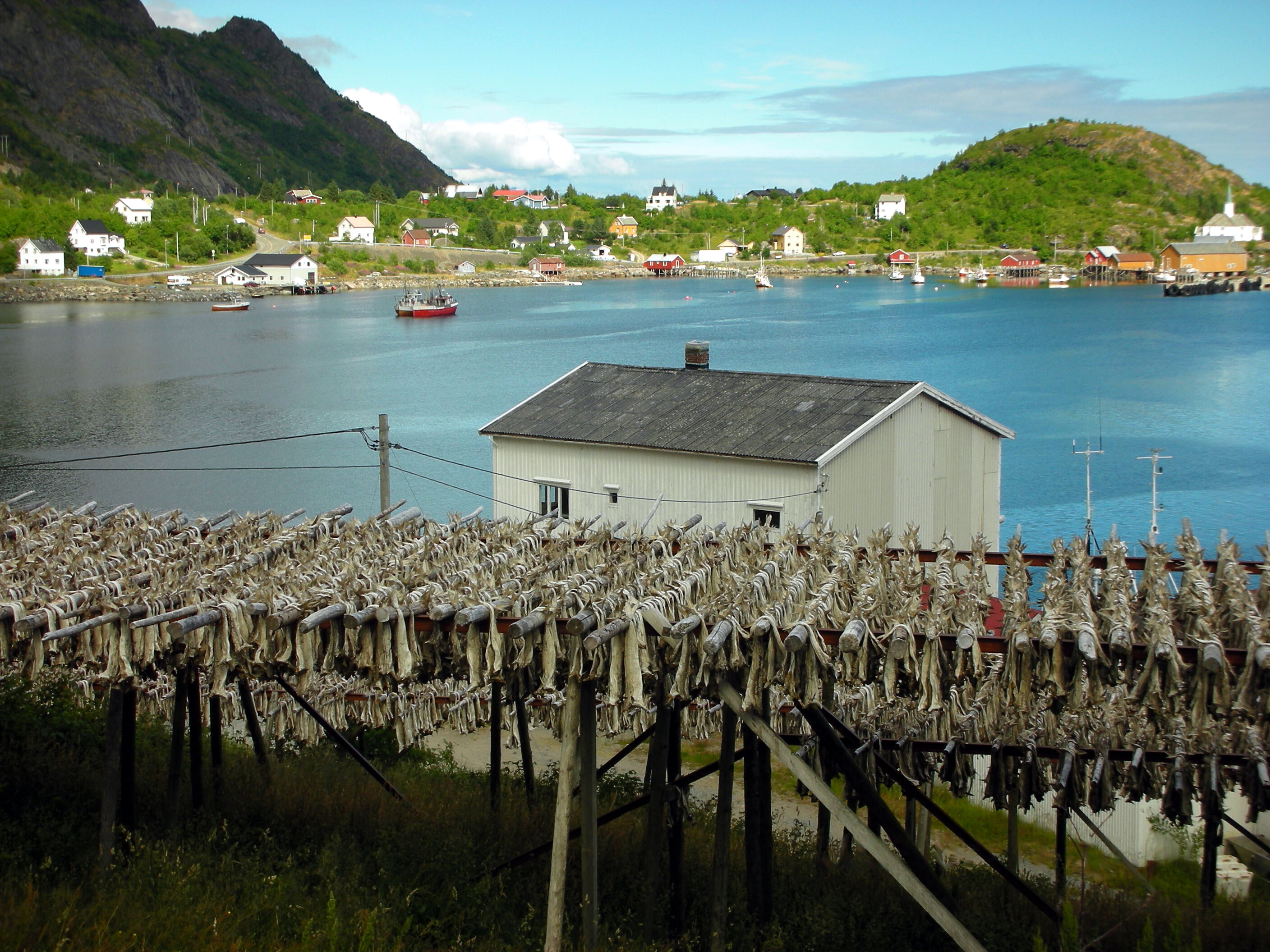
Traditionell stock för osaltad fisk vid Moskenes i Lofoten

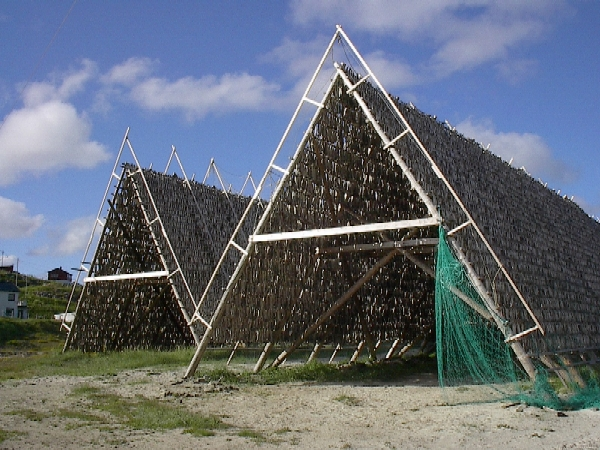
Två torkhässjor, eller fiskhyddor, för sej

En stock är en torkställning för osaltad fisk, särskilt torsk, sej, kolja, långa och lubb, för att göra stockfisk.
På den äldre och vanliga formen ligger fisken på tunna granslanor, råved, som är anbringade vågrätt och i samma höjd, två–tre meter över backen. Den nyare pyramidformade fiskhässjan, eller fiskhyddan, är mindre platskrävande och liknar ett hustak. På denna hänger fisken på stålstänger som är spända vågrätt i två takytor.
Torkställningar var ett helt nödvändigt hjälpmedel för torrfiskproduktion i stora kvantiteter. Någon form av stock antas ha varit i bruk i norska fiskedistrikt redan under medeltiden, då exporten av torrfisk till marknader i södra Europa påbörjades. 
Stockar används fortfarande i Norge för torkning av stora mängder torsk och sej. På ön Ona på Romsdalskusten, som är Norges sydligaste fiskeområde, användes de också för att torka de små lubbar, fiskhuvuden och torskryggar som var avfall från klippfiskproduktion.
Det var tidigare bara möjligt att hänga upp fisken under vinterhalvåret, därför att det gick larver i den om sommaren. Det goda sommarsejfisket var länge besvärligt att ekonomiskt utnyttja till fullo på grund av att det saknades effektiva metoder att konservera fisken. Detta ändrades 1912, när den trekantiga, pyramidformade "fiskhässjan" uppfanns av Jens Eriksen från Bø i Vesterålen. Fiskehässjan möjliggjorde att torka sej också på sommaren. Konstruktionen håller de två hälfterna av torrfisken från varandra, vilket ger larverna sämre tillväxtvillkor.

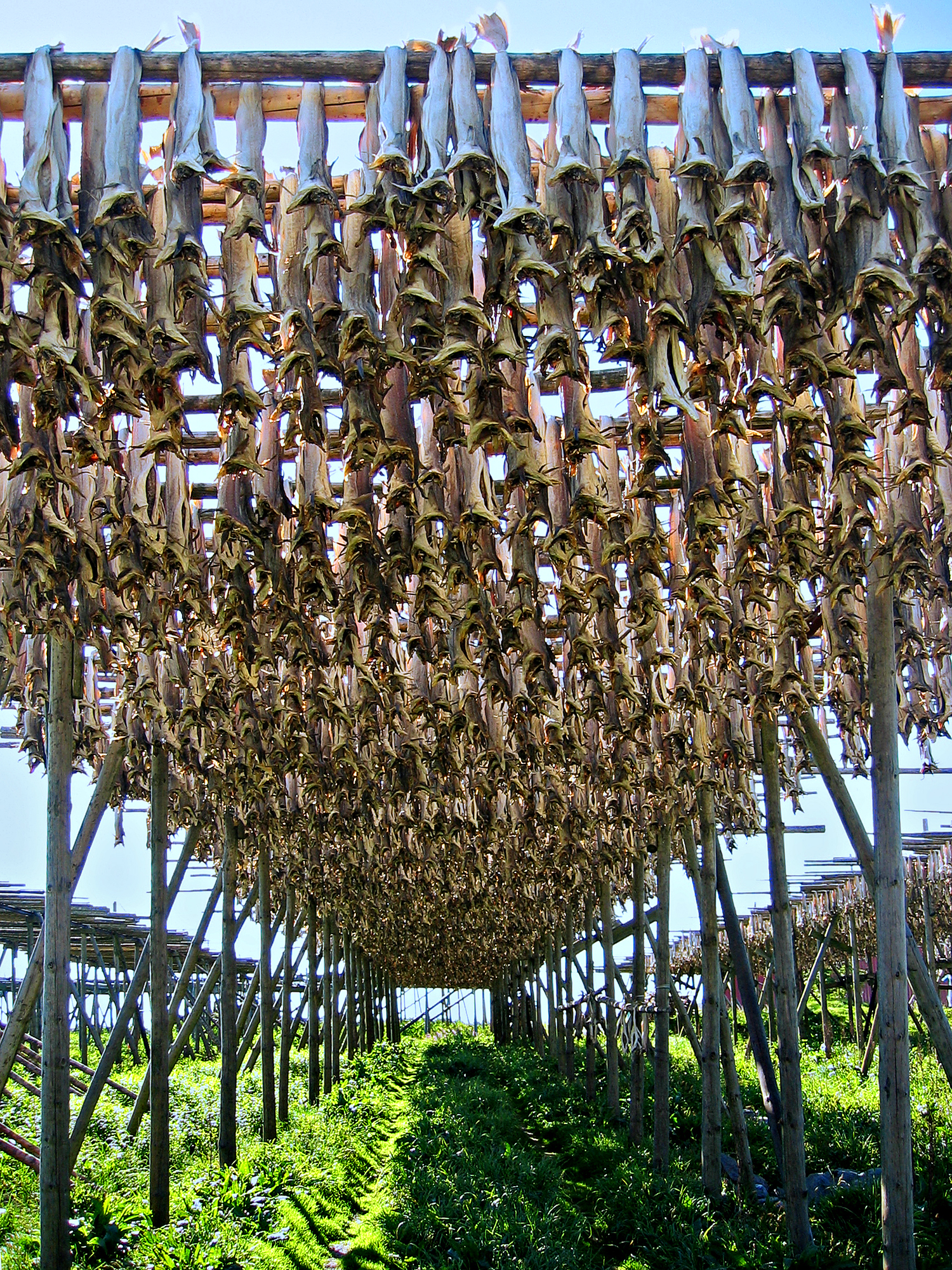
Traditionell torkställning i Lofoten, 2004